# Langues kolopom
Les langues kolopom sont une famille de langues papoues parlées en Indonésie, en Nouvelle-Guinée, dans l'île de Yos Sudarso située dans la province de Papouasie.

## Classification
Les langues kolopom sont rattachées par Malcolm Ross à la famille hypothétique des langues trans-Nouvelle Guinée. 

## Liste des langues
Les langues kolopom, au nombre de trois, sont les suivantes :
- kimama-riantana
  - kimama
  - riantana
- ndom